# Hydathode

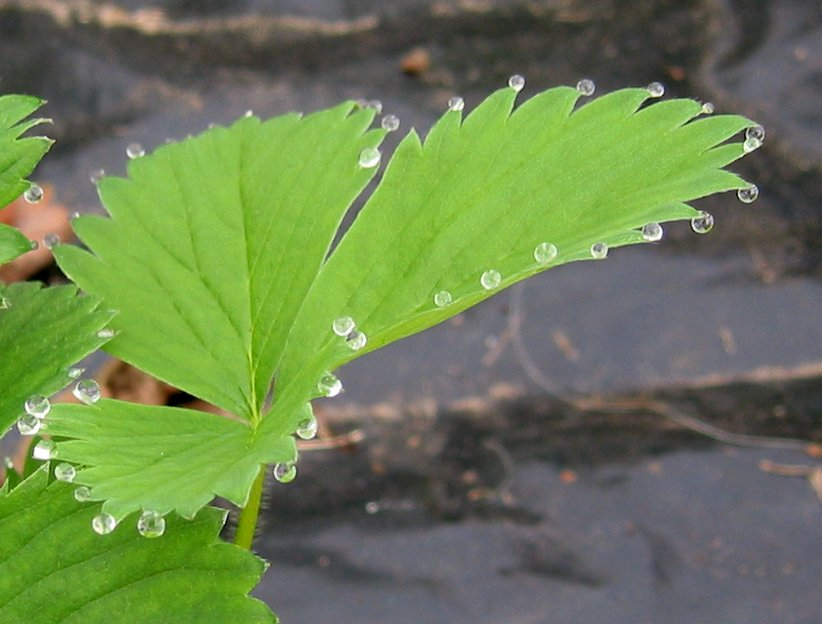
Guttation an einem Erdbeer-Blatt

Hydathoden oder Wasserspalten sind eine spezielle Form wasserabscheidender, aus Gruppen kleiner chlorophyllfreier Zellen bestehenden Drüsen, die bei zahlreichen Pflanzen (meist Bedecktsamer) vorkommen. Durch sie kann auch bei sehr hoher Luftfeuchte Wasser aktiv oder passiv ausgeschieden werden. Eine derartige Wasserabscheidung durch lebende Zellen unter Energieaufwand bezeichnet man als Guttation. Es treten zwei Arten von Hydathoden auf: passive Hydathoden, bei ihnen erfolgt die Guttation über den Wurzeldruck, und aktive Hydathoden, bei denen  die Guttation unter Energieverbrauch in den Hydathoden selbst stattfindet.
Hydathoden liegen häufig an Blattspitzen (z. B. bei Süßgräsern), an Zähnchen des Blattrandes (z. B. beim Frauenmantel) oder am Ende großer Blattadern (z. B. bei der Kapuzinerkresse).
Der Name ist gebildet aus hydato- (Nominativ hydor) „Wasser“ und hodos (f) „Weg“. 
Eine spezielle Form der Trichom-Hydathode ist die Perldrüse.
Das ausgeschiedene Wasser kann zum Beispiel bei kalkbewohnenden Steinbrech-Arten viel Calciumhydrogencarbonat enthalten. An den Hydathoden bilden sich dann weiße Schüppchen von Calciumcarbonat.